# Кубок Короля Бахрейну з футболу 2020—2021
Кубок Короля Бахрейну з футболу 2020—2021 — 66-й розіграш кубкового футбольного турніру у Бахрейні. Титул володаря кубка всьоме здобув Аль-Ріффа.

## Календар
| Раунд                 | Дата                 | Матчі | Клуби   |
| --------------------- | -------------------- | ----- | ------- |
| Кваліфікаційний раунд | 25-30 листопада 2020 | 4     | 20 → 16 |
| 1/8 фіналу            | 1-4 грудня 2020      | 8     | 16 → 8  |
| 1/4 фіналу            | 20-21 грудня 2020    | 4     | 8 → 4   |
| 1/2 фіналу            | 14 лютого 2021       | 2     | 4 → 2   |
| Фінал                 | 4 березня 2021       | 1     | 2 → 1   |

## 1/8 фіналу
| Команда 1     | Рахунок      | Команда 2       |
| ------------- | ------------ | --------------- |
| 1 грудня 2020 |              |                 |
| Іст Ріффа     | 2:0          | Будая           |
| Аль-Наджма    | 2:1          | Малкія          |
| 2 грудня 2020 |              |                 |
| Аль-Хідд      | 7:0          | Калалі (2)      |
| Аль-Аглі      | 2:0          | Аль-Іттіфак (2) |
| 3 грудня 2020 |              |                 |
| Бусайтін      | 0:2          | Аль-Хала (2)    |
| Аль-Мухаррак  | 4:1          | Іса Таун (2)    |
| 4 грудня 2020 |              |                 |
| Аль-Ріффа     | 1:0          | Аль-Халдія (2)  |
| Манама Клаб   | 0:0 пен. 4:2 | Аль-Шабаб (2)   |

## 1/4 фіналу
| Команда 1      | Рахунок | Команда 2    |
| -------------- | ------- | ------------ |
| 20 грудня 2020 |         |              |
| Аль-Хала (2)   | 1:2     | Іст Ріффа    |
| Аль-Ріффа      | 1:0     | Аль-Наджма   |
| 21 грудня 2020 |         |              |
| Аль-Хідд       | 3:0     | Манама Клаб  |
| Аль-Аглі       | 2:1     | Аль-Мухаррак |

## 1/2 фіналу
| Команда 1      | Рахунок      | Команда 2 |
| -------------- | ------------ | --------- |
| 14 лютого 2021 |              |           |
| Іст Ріффа      | 1:2          | Аль-Ріффа |
| Аль-Хідд       | 2:2 пен. 3:5 | Аль-Аглі  |

## Фінал
| 4 березня 2021 17:15 (EEST) |

| Аль-Ріффа                  | 2:0      | Аль-Аглі |
| -------------------------- | -------- | -------- |
| Аль-Шайх 56' Аль-Асвад 78' | Протокол |          |

| Бахрейнський національний стадіон, Ріффа |